# Hiroshi Saeki
Hiroshi Saeki (n. 26 mai 1936, Hiroshima, Japonia – d. 2010) a fost un fotbalist japonez.

## Statistici
| Japonia | Japonia | Japonia |
| An      | Meciuri | Goluri  |
| ------- | ------- | ------- |
| 1958    | 1       | 0       |
| 1959    | 1       | 0       |
| 1960    | 0       | 0       |
| 1961    | 2       | 0       |
| Total   | 4       | 0       |